# 太田村 (岩手県岩手郡)
太田村（おおたむら）は、昭和30年（1955年）まで岩手県岩手郡の南部に存在していた村。現在の盛岡市上太田・中太田・下太田・猪去・上鹿妻にあたる。

## 地理
- 河川：雫石川

## 沿革
- 明治22年（1889年）4月1日 - 町村制施行にともない、上太田村・中太田村・下太田村・猪去村・上鹿妻村の計5か村が合併して南岩手郡太田村が発足。
- 1897年（明治30年）4月1日 - 郡の統合により南岩手郡と北岩手郡が合併し、岩手郡が復活[1]。岩手郡太田村となる。
- 昭和30年（1955年）4月1日 - 盛岡市に編入される。

## 行政
- 歴代村長

| 代 | 氏名         | 就任                   | 退任                      | 備考 |
| -- | ------------ | ---------------------- | ------------------------- | ---- |
| 1  | 熊谷祐造     | 明治22年（1889年）5月  | 明治32年（1899年）7月     |      |
| 2  | 武蔵松太郎   | 明治32年（1899年）11月 | 明治34年（1901年）7月     |      |
| 3  | 熊谷祐造     | 明治35年（1902年）1月  | 明治35年（1902年）2月     | 再任 |
| 4  | 佐藤昌次郎   | 明治35年（1902年）6月  | 明治43年（1910年）6月     |      |
| 5  | 久保田和喜人 | 明治43年（1910年）7月  | 明治44年（1911年）7月     |      |
| 6  | 杉本貞吉     | 明治44年（1911年）11月 | 大正2年（1913年）9月      |      |
| 7  | 小本高一     | 大正2年（1913年）12月  | 大正6年（1917年）12月     |      |
| 8  | 舘沢寿太郎   | 大正6年（1917年）12月  | 昭和15年（1940年）12月    |      |
| 9  | 藤原富五郎   | 昭和16年（1941年）3月  | 昭和22年（1947年）1月     |      |
| 10 | 熊谷信二郎   | 昭和22年（1947年）4月  | 昭和30年（1955年）3月31日 |      |